# Sinfonia n. 4 (Chávez)
La Sinfonia n. 4, sottotitolata Sinfonía romántica (Sinfonia romantica) è una composizione orchestrale di Carlos Chávez, composta nel 1953.

## Storia
La partitura fu commissionata dalla Louisville Orchestra e ad essa è dedicata. L'orchestra eseguì in anteprima il lavoro in data 11 febbraio 1953, diretta dal compositore. Dopo i primi spettacoli, Chávez decise che il movimento finale, sebbene fosse buono se suonato da solo, non era soddisfacente come conclusione di questa sinfonia. Di conseguenza egli compose un nuovo finale nel mese di ottobre 1953, e pubblicò il movimento originale come un lavoro separato, intitolato Baile, (cuadro sinfónico) (Danza, Quadro Sinfonico).

## Strumentazione
La Sinfonia è scritta per un'orchestra di tre flauti (il terzo raddoppia l'ottavino), due oboi, corno inglese, due clarinetti, tre fagotti (il terzo raddoppia il controfagotto), quattro corni, due trombe, tre tromboni, tuba, timpani, percussioni (tre suonatori) e archi.

## Analisi
La Sinfonia è divisa in tre movimenti:
1. Allegro
2. Molto lento
3. Vivo non troppo mosso

Diversamente dalla Terza Sinfonia, non ci sono innovazioni formali qui. La sinfonia è in chiave di La, una sorta di tonalità in La minore, anche se il carattere generale è più luminoso e più ottimista rispetto alla Terza Sinfonia. Chávez utilizza proprio materiale musicale ciclicamente, il che significa che gli elementi tematici riappaiono attraverso tutti e tre i movimenti.

## Discografia
- Carlos Chávez: Sinfonía india, Sinfonía de Antígona, Sinfonía romántica. Stadium Sinfonia Orchestra, Carlos Chávez, dirige la registrazione LP Everest LPBR 6029 (mono), SDBR 3029 (stereo). [Los Angeles]: Everest Records, 1959 ristampato in CD (con l'orchestra chiamata New York Studium Sinfonia Orchestra), Philips Legendary Classics 422 305-2. [Germania Ovest]: Philips Classics Productions, 1989. Ristampato in CD, Everest EVC-9041. New York: Everest Records, 1996. ["Stadium Sinfonia Orchestra" è il nome assunto dalla New York Philharmonic Orchestra per i suoi spettacoli estivi nello Stadio Lewisohn.]
- Chávez: Sinfonía de Antígona, Sinfonia n. 4 Sinfonía romántica; Revueltas: Caminos, Música para charlar, Ventanas. Royal Philharmonic Orchestra (Chávez); Orquesta Filarmónica de la Ciudad de México (Revueltas); Enrique Bátiz, dirige la registrazione del CD (stereo). ASV Digital CD DCA 653. Londra: Academy Sound and Vision Ltd., 1989. Riconfezionato con materiale aggiuntivo, come la Sinfonia n. 1 Sinfonía de Antigona (1933); Sinfonia n. 2 Sinfonía india (1935–36); La hija de Cólquide = La figlia della Colchide: Suite Sinfonica(1943); Sinfonia n. 4 Sinfonía romántica (1953); Baile = Danza: Dipinto sinfonico (1953). ASV CD DCA 1058. Londra: Academy Sound and Vision, 1999.
- The Six Symphonies of Carlos Chávez . Orchestra Sinfonica Nazionale (Messico); Carlos Chávez, dirige un set di 3-LP (stereo). CBS Masterworks 32 31 0002 (32 11 0020, 32 11 0022, 32 11 0024). New York: CBS, 1967.
- The Six Symphonies of Carlos Chávez. London Symphony Orchestra; Eduardo Mata, dirige un set di 3-LP (stereo). Vox Cum Laude 3D-VCL 9032. New York: Moss Music Group, 1983. Ripubblicato in un set di 2-CD come Carlos Chávez: The Complete Symphonies. VoxBox2 CDX 5061. Hauppauge, NY: Moss Music Group, 1992.
- Música Méxicana Vol. 7: Chávez: Cantos de México, Toccata for Orchestra, Paisajes mexicanos, La hija de Cólquide, Baile (Cuadro sinfónico) [i quattro movimenti originali della Sinfonia n. 4]. Claudia Coonce, oboe; The State of Mexico Sinfonia Orchestra; Enrique Bátiz, dirige la registrazione del CD  (stereo). ASV Digital CD DCA 927. Londra: Academy Sound and Vision Ltd., 1995.